# Lago Bras d'Or

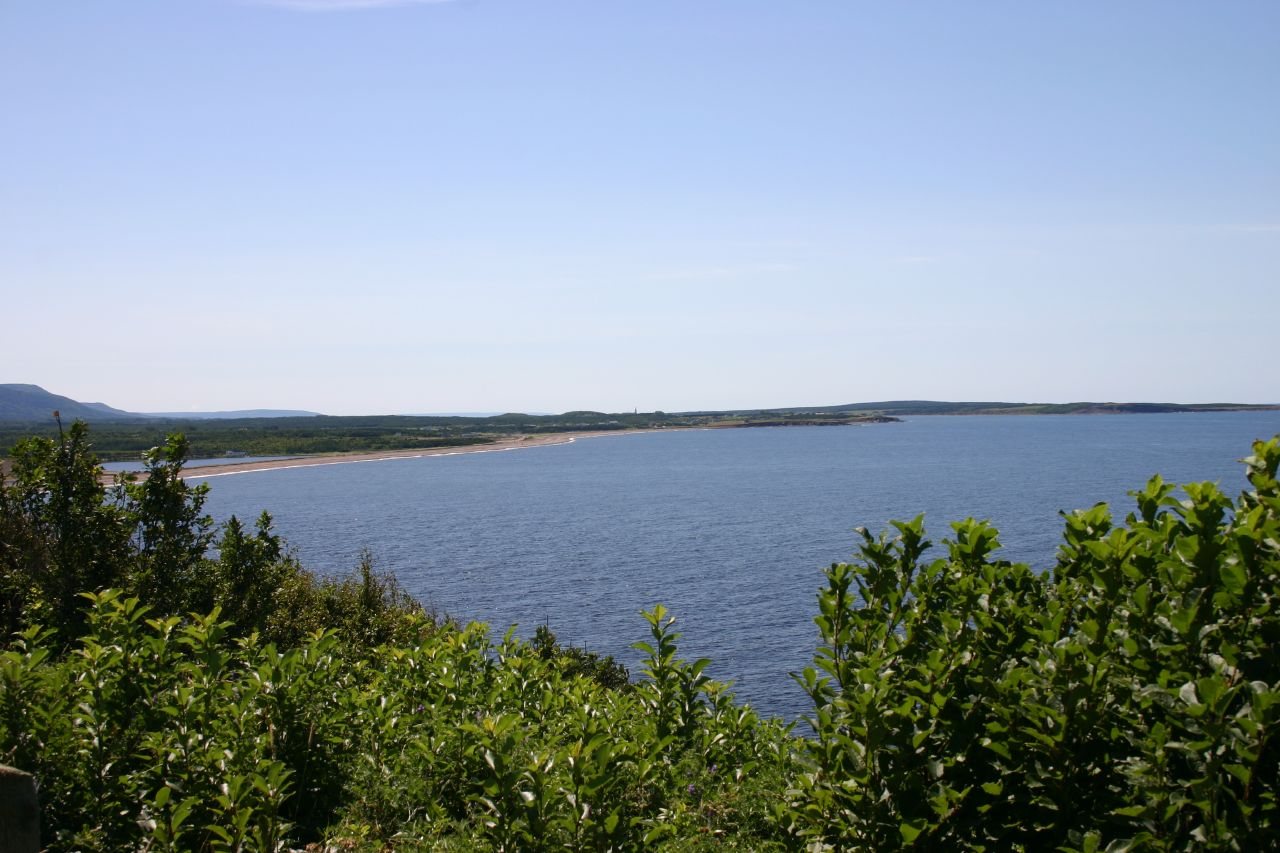
Vista del lago.

El lago Bras d'Or (del inglés: Bras d'Or Lake) es una suerte de lago o mar interior de Canadá, un gran cuerpo de agua parcialmente salado localizado en el centro de la isla de Cabo Bretón, en la provincia de Nueva Escocia. Con una superficie de aproximadamente 1.099 km², el lago se extiende aproximadamente 100 km de longitud y 50 km de ancho. Rodeado casi en su totalidad por altas colinas y bajas montañas, la forma del lago está dominado por la península Washabuck, en el centro-oeste, la isla Boularderie, en el noreste, y una gran península que se extiende desde el centro-este dominada por las colinas de Boisdale. La península Washabuck y las colinas de Boisdale dividen el lago en las cuencas norte y sur, unidas por el estrecho de Barra de 1 km de ancho. La profundidad máxima del lago Bras d'Or es de 287 m y se encuentra en el canal de St. Andrews.
El lago está conectado con el Atlántico Norte por varios canales naturales: el Gran Canal Bras d'Or (Great Bras d'Or Channel), al norte de la isla Boularderie y el Pequeño Canal Bras d'Or (Little Bras d'Or Channel ) al sur de la citada isla, conectan el brazo noroeste del lago con el estrecho de Cabot; y el canal de Saint-Pierre, en el extremo sur del lago, conecta con el Atlántico a través del estrecho de Canso, un canal artificial con esclusas terminado en 1869.
Esta área fue declarada Reserva de la Biosfera por la UNESCO en 2011.

## Etimología
Hay varias explicaciones contradictorias sobre el origen del nombre Bras d'Or. La más popular es que los primeros europeos en descubrir y posteriormente asentarse en el área eran franceses, nombrando el lago Bras d'Or que significa «brazo de oro», lo que probablemente se refiriría a los rayos de sol que se reflejan en sus aguas. Sin embargo, en los mapas de 1872 y anteriores, el lago se llama «Le Lac de Labrador», (o simplemente «Labrador») y esta es más probablemente el verdadero origen del nombre actual. El significado literal de ese Labrador provendría del portugués lavrador , que significaría «propietario». En un documento preparado por el fallecido Dr. Patterson para la Sociedad Histórica de Nueva Escocia, dice que pensaba que el nombre de Bras d'Or vendría de la forma bretona de «bras d'eau», por brazo de agua o de mar.
El pueblo mi'kmaq nombró el lago como Pitu'pok, que podría traducirse como «larga agua salada» o Pitu'paq «vertiéndose hacia la unidad».

## Geografía
El lago se conoce a veces como los lagos Bras d'Or (Bras d'Or Lakes) o como sistema de lagos Bras d'Or (Bras d'Or Lakes system). Sin embargo, su nombre geográfico oficial es lago Bras d'Or (Bras d'Or Lake) ya que es una entidad singular.
El autor canadiense y navegante Silver Donald Cameron describe el lago Bras d'Or como «una cuenca rodeada de colinas índigo mezcladas con mármol. Islas en un mar dentro de una isla»

### Subdivisiones
El efecto de la topografía local se ha traducido en los siguientes componentes principales del lago Bras d'Or:
- cuenca del Norte:

- Great Bras d'Or
- Little Bras d'Or
- canales St. Andrews y St. Patricks
- bahías Baddeck, Nyanza y Whycocomagh

- cuenca del Sur:

- Denys Basin
- St. Peters Inlet
- bahías East y West

La parte mayor del lago mide aproximadamente 25 km en la cuenca sur, enmarcados por las bahías East y West, con la cuenca Denys al norte y el St. Peters Inlet, al sur. El estrecho de Barra es atravesado por varios puentes de carretera y ferrocarril que corren entre la península Washabuck y las colinas Boisdale.

### Ríos
Los siguientes ríos principales desembocan en el lago (que también se puede definir como un mar interior, o un golfo):
- río Denys
- río Middle
- río Baddeck
- río Skye
- río Georges
- río Washabuck

El restringido intercambio mareal en sus tres puntos de contacto con el Atlántico, junto con la significativa agua dulce drenda por los numerosos ríos y arroyos de la cuenca del lago, hacen que el agua del lago tenga menos salinidad que el océano circundante. Aunque la salinidad varía en todo el sistema del lago, es aproximadamente de un tercio fresco y dos tercios de mezcla de agua de mar, y, por lo tanto puede denominarse como agua salobre. Sin mucho intercambio con el océano fuera de la isla, la calidad del agua del lago se ve amenazada por la escorrentía de las actividades humanas en la cuenca circundante, especialmente por las plantas de tratamiento de las aguas residuales y fosas sépticas, buques oceánicos y pequeñas embarcaciones que navegan en el sistema lacustre. En parte por esta razón, los lagos fueron designados por la UNESCO como Reserva de la Biosfera.

## Vida silvestre
En el lago Bras d'Or vive una gran variedad de vida silvestre, hay exitosas pesquerías de langosta americana y ostras, y se buscan otras especies marinas. Las costas del lago, en gran parte sin explotar, han dado lugar a concentraciones significativas de poblaciones de águila calva.

## Navegación

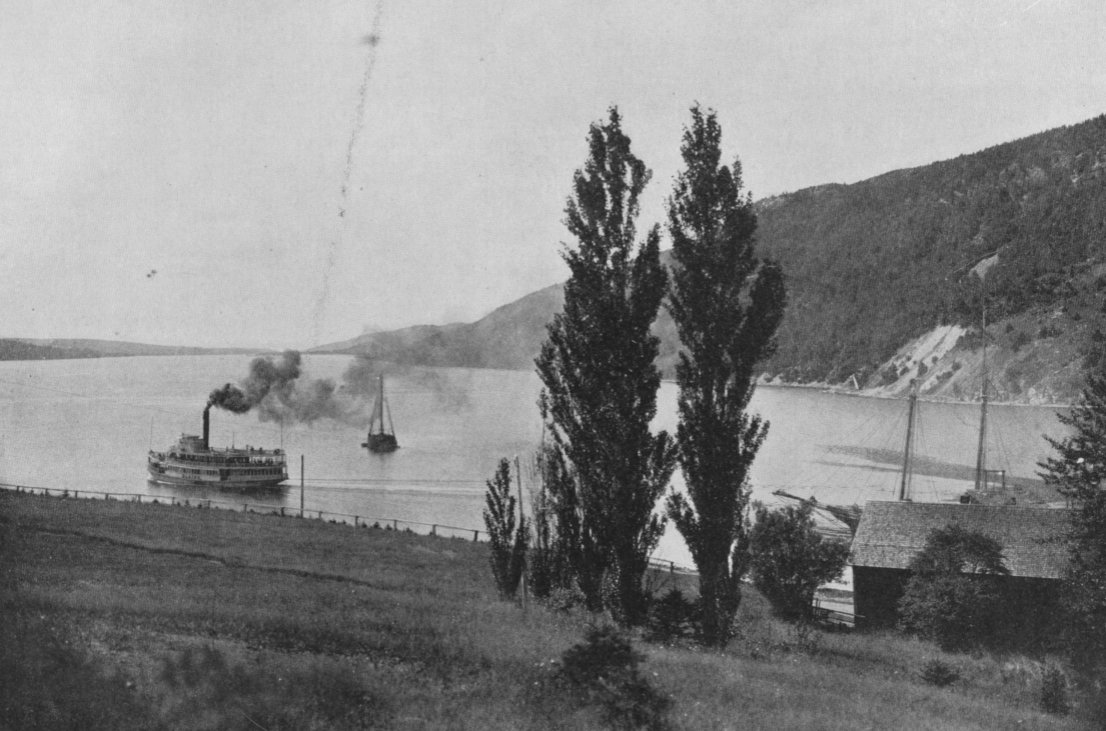
Pasajeros de un vapor en el lago Bras d'Or, cerca de Nueva Campbellton, ca 1903.

El área alrededor del lago Bras d'Or es un destino de vacaciones de verano de renombre, y se ha ha hecho muy popular entre los navegantes de recreo. El St. Peter's Lion's Club Marina, en St. Peter's, es la marina más grande y cuenta con los servicios más canotaje, Baddeck dispone de dos puertos, astilleros y club de yate Bras d'Or.
El fuertemente dentado litoral del sistema del lago, con marcadas costas y numerosas calas y bahías protegidas con cómodos anclajes proporcionan refugio y unla acción del oleaje pequeña, lo que da como resultado que el lago es conocido como una de las mejores aguas para la práctica de la vela de América del Norte, y se utiliza a menudo para las grandes competiciones. Las rampas de lanzamiento para emarcaciones remolcadas son escasas fuera de las localidades del lago.
Los barcos transatlánticos actualmente entran en el lago en el Great Bras d'Or, a través del canal St. Patricks hasta una cantera de yeso en Little Narrows.
Antes de la construcción de la autopista Trans Canadá y de otras carreteras, naves y barcos surcaban el lago Bras d'Or llevando carbón, yeso, mármol y productos agrícolas y forestales desde la isla del Cabo Bretón hasta el mundo exterior, vía barcazas por el canal St. Peters hasta destinos a lo largo de la costa atlántica de América del Norte. Además, algunos productos —como el mármol extraído a principios del siglo XX en Marble Mountain, fueron enviados en barcazas a través de ambos lagos hasta Sydney, para su transbordo. Los barcos postales también funcionaron en servicio regular a través de los lagos hasta la década de 1960, ofreciendo servicio de conexión con los pasajeros del tren en Iona.

## Desarrollo de las riberas del lago
Las mayores comunidades ubicadas en el lago Bras d'Or son los pueblos de Baddeck, Eskasoni, Little Bras d'Or, St. Peter's y Whycocomagh. Las partes restantes de las costas del lago son en gran parte rurales, con un poco de agricultura, a pesar de invadir la expansión urbana de Sydney en el Cape Breton Regional Municipality (CBRM) se está acercando East Bay. En las zonas rurales se encuentran muchas cabañas y propiedades recreativas, en gran parte propiedad de la gente de Sydney, Halifax o de fuera de la provincia.
Hay poca protección significativa para el desarrollo de las costas en forma de parques o áreas designadas de conservación. Además, Nueva Escocia no ofrece mucha protección de las zonas rurales dada la subdivisión de la propiedad.
Hasta que en el siglo XX se construyeron modernas carreteras, los cargueros costeros y barcos de vapor hacían las rondas hasta diferentes comunidades del lago, con frecuencia realizando la conexión con los trenes de pasajeros en Iona/Grand Narrows donde el ferrocarril cruzaba el estrecho de Barra.
A diferencia de la parte industrial de CBRM en la que el carbón, el acero y las industrias manufactureras florecieron en el siglo XX, y en que el petróleo, la manufacturación, y la pulpa e industrias del papel ubicadas en la región del estrecho de Canso desde la construcción de la calzada Canso en 1955, el lago Bras d'Or no tiene industrias importantes dentro de su cuenca, aparte de la tala y la extracción de yeso.

## Cultura mikmaq
Los mikmaqs llamaban al Bras d'Or "Pitupaq" Ba-doo-buck (larga agua salada). El lago conectaba por canoa antiguas comunidades ribereñas, y aún comunidades costeras del océano, con otros lugares en la isla del Cabo Bretón , como Chapel Island, Eskasoni, wagmatcook, waycobah y Galtoneg. El lago era también una fuente importante de alimentos para estas comunidades históricas, con abundantes poblaciones de mejillones, cangrejos, almejas, trucha, salmón, arenque, bacalao, caballa y pez espada.

## Papel histórico como centro de investigación y primeros laboratorios Bell
Desde el verano de 1886, el famoso inventor y científico Alexander Graham Bell hizo su finca y futura casa de retiro en Red Head, una península frente a Baddeck. Llamó a la finca de 640 acres Beinn Bhreagh (pronunciado "ben vreeah", que significa "montaña Beautiful" en gaélico escocés), donde vivió la mitad de su vida hasta su muerte en 1922. Debido a la conexión de Bell con esta zona es el motivo de que Beinn Bhreagh y Baddeck sean localidades que habitualmente aparecen en los mapas de National Geographic que muestran el este de América del Norte.
Bell estableció un laboratorio de investigación, el primero de Bell Labs, en Beinn Bhreagh, y utilizó el lago Bras d'Or para probar cometas para hombres, aviones y barcos hydrofoil, como parte de sus muchas y variadas actividades de investigación .

### El vuelo delSilver Dart
La bahía de Baddeck, entre Baddeck y Bhreagh Beinn, fue el lugar, reconocido oficialmente, del primer vuelo con motor más pesado que el aire en el Imperio Británico, que entonces incluía Canadá. El vuelo fue realizado por un avión diseñado por Alexander Graham Bell, FC Baldwin y Glenn Curtiss y otros, en los Bell Labs originales de Beinn Bhreagh. El Silver Dart voló fuera del hielo congelado de la bahía de Baddeck en enero de 1909. En la conmemoración de este evento, 100 años después, en enero de 2009, una réplica del avión original voló sobre el hielo en el mismo lugar, en la bahía de Baddeck.
Después de demostrar que sus aviones que usaban un triciclo de ruedas podían aterrizar y de otras innovaciones, el laboratorio de Bell en Beinn Bhreagh diseñó y construyó un hidrodeslizador, el HD4, que estableció un récord de velocidad en el agua de 71 MPH (63 nudos) en 1919. El HMCS Bras d'Or, un hidroplano experimental de la Canadian Forces de la década de 1960, logró ser el buque de guerra más rápido del mundo jamás construido,y fue nombrado Bras d'Or en honor de los hidroplanos probados mucho antes en la bahía de Baddeck por Bell.
En 2003, National Geographic Traveler nominó la isla del Cabo Bretón como su segundo mejor destino mundial de turismo sostenible, citando que el lago Bras d'Or había tenido tiene una gran influencia en esa designación. La isla del Cabo Bretón empató en segundo lugar con la Isla Sur de Nueva Zelanda y con las Torres del Paine chilenas, detrás de los fiordos noruegos.

Los lagos Bras d'Or son mi paisaje favorito en el planeta Tierra. Ubicado en las colinas de Cabo Bretón, Nueva Escocia, sus prístinas aguas mareales reflejan siglos de cultura escocesa, música y gente amable.
The Bras d’Or Lakes are my favorite landscape on planet Earth. Nestled into the rolling hills of Cape Breton, Nova Scotia, their pristine tidal waters reflect centuries of Scottish culture, music, and friendly people. Gilbert M. Grosvenor, presidente de la Junta, National Geographic Society

Un tren turístico de pasajeros semanal de Via Rail Canada que va de Halifax a Sydney, el tren Bras d'Or, fue nombrado en honor de este paisaje espectacular proporcionado por el lago Bras d'Or a lo largo de la parte oriental de su viaje.